# The Marshall Mathers LP
The Marshall Mathers LP (Marshall Mathers ist Eminems bürgerlicher Name) ist das dritte Soloalbum des US-amerikanischen Rappers Eminem, das am 23. Mai 2000 über die Labels Aftermath Entertainment und Interscope Records erschien. Es ist eines der kommerziell erfolgreichsten Alben des Rappers und wird neben seinem Nachfolger The Eminem Show von vielen Kritikern als eines der besten Rap-Alben aller Zeiten angesehen. Für mehr als elf Millionen verkaufte Exemplare wurde es im Jahr 2022 in den Vereinigten Staaten mit einer Diamant-Schallplatte und Platin ausgezeichnet. Mit über 34 Millionen verkauften Exemplaren gehört es zu den weltweit meistverkauften Musikalben und ist eines der kommerziell erfolgreichsten Alben des Hip-Hop-Genres.
Am 5. November 2013 erschien ein Nachfolge-Album mit dem Titel The Marshall Mathers LP 2.

## Vorgeschichte und Entstehung
Eminems zweites Soloalbum, The Slim Shady LP, war 1999 zu einem großen kommerziellen Erfolg geworden und hatte ihn von einem unbekannten Rapper zu einem Prominenten gemacht. Das Ausmaß an Berühmtheit wurde ihm rasch unangenehm, so stellte er fest: „Ich traue jetzt niemandem, weil jeder (…) trifft mich als Eminem. Ich weiß nicht, ob sie mit mir abhängen, weil sie mich mögen oder weil ich berühmt bin oder weil sie denken, dass sie etwas von mir bekommen können.“ Eminem wurde auch aufgrund seiner Textinhalte zu einer als sehr kontrovers angesehenen Figur. Er wurde als Frauenhasser und Nihilist bezeichnet und in einem Editorial beschuldigte ihn der Chefredakteur von Billboard, Timothy White, Geld durch die „Ausbeutung der Weltmisere“ zu machen.
So hatten Label, Fans und Kritiker bereits fixe Erwartungen an das kommende Album. Besonders die hohen Erwartungen des Labels an den Erfolg der Platte setzten den Rapper unter Druck: „Ich war zu Tode verängstigt. Ich wollte erfolgreich sein, aber in erster Linie will ich Respekt.“ Innerhalb von zwei Monaten wurde die Marshall Mathers LP komplett geschrieben und aufgenommen, ein „kreativer Exzess“, der auch 20 Stunden lange Studiosessions umfasste. Eminem beschreibt sich selbst als „Studioratte“, die von der isolierten Umgebung des Studios profitiert. Der Großteil des Albums wurde spontan im Studio geschrieben; Dr. Dre erklärte in einem Interview: „Wir wachen nicht um zwei in der Nacht auf, rufen einander an und sagen: 'Ich habe eine Idee. Wir müssen ins Studio.' Wir warten einfach und schauen, was passiert, wenn wir [ins Studio] kommen.“ Eminem bemerkte, dass seine Lieblingstracks auf dem Album durch Herumblödeln und Jammen im Studio entstanden. So entstand Marshall Mathers, als Jeff Bass nebenbei auf einer Gitarre klimperte, während Criminal auf einem Piano-Riff basiert, das Eminem Bass im Studio nebenan spielen hörte. Kill You schrieb er, nachdem er den Beat während eines Telefongesprächs mit Dr. Dre im Hintergrund laufen hörte und Interesse daran bekam, ihn für einen Song zu benutzen. Er schrieb den Text zu Hause, traf sich mit Dre im Studio und die beiden nahmen den Song zusammen auf. Der Schreibprozess zu Stan hingegen unterschied sich stark von Eminems gewöhnlicher Strategie, Songkonzepte erst während des Schreibens entstehen zu lassen: „Stan war einer der wenigen Songs, bei denen ich mich hingesetzt habe und alles ausgearbeitet hatte. Ich wusste, worüber [das Lied] sein würde.“
Nachdem die Arbeit am Album abgeschlossen war, befand Interscope Records, dass keiner der Songs das Potential für eine Hauptsingle hätte. Daraufhin schrieb Eminem den Song The Way I Am, der sich mit den Erwartungen und der Kritik von Label und Fans beschäftigt. Dies sei sein Weg gewesen, zu sagen, „Das ist alles, was ich tun kann. Ich kann euch nicht ein zweites My Name Is geben. Ich kann nicht einfach hier sitzen und den Zauber geschehen lassen.“ Nachdem das Lied zum Album hinzugefügt worden war, spürte Eminem jedoch den Drang, einen weiteren Song zu schreiben, und gab Dr. Dre eine Hook, um die herum dieser einen Beat aufbaute. Dieser Track wurde schlussendlich zu The Real Slim Shady.

## Inhalt
Das Album ist, wie die Benennung nach Eminems bürgerlichem Namen erahnen lässt, persönlicher als sein Vorgänger gehalten, da Eminem die Songs mehr aus seiner Sicht rappt und seltener auf sein Alter Ego Slim Shady zurückgreift. Die Texte sind aber weiterhin sehr explizit und kontrovers, es werden u. a. Leute attackiert, die sein erstes Album kritisierten. Eminem verarbeitet sowohl die Probleme mit seiner Ex-Frau Kim (Kim), als auch seine schwierige Kindheit und die Auseinandersetzungen mit seiner Mutter (Kill You, Marshall Mathers). Er rappt über das gestörte Verhältnis zwischen ihm als Superstar und der Öffentlichkeit bzw. über die zu hohen Erwartungen seiner Fans (I’m Back, Stan). Des Weiteren befasst er sich mit seinem Aufstieg zum Star und dem damit verbundenen Einfluss auf die Gesellschaft und Jugend (Who Knew, The Way I Am). Die Songs Drug Ballad und Under the Influence handeln von Eminems Drogenkonsum, während Remember Me? und Bitch Please II sich u. a. mit seiner Rückkehr und die Auswirkungen auf die Musikindustrie beschäftigen. Die erste Single The Real Slim Shady ist ein – für Eminem typischer – ironischer Song, der die damals populären Popsongs parodiert und deren Interpreten (u. a. Britney Spears, Christina Aguilera) verspottet. Ein typischer Horrorcore-Track ist auch auf dem Album zu finden (Amityville). Der letzte Song Criminal ist ein ironisches Lied, das an alle Leute gerichtet ist, die seine Texte zu ernst nehmen, während der Bonus-Track The Kids (ebenfalls auf ironische Weise) vor den Folgen von Drogenkonsum warnt.

### Zensur
Neben der expliziten Version wurde, wie bei allen Eminem-Alben, auch eine Clean-Version gepresst, bei der die anstößigen Wörter (z. B. fuck, faggot) herausgeschnitten wurden.
Dennoch sind aufgrund damals aktueller Ereignisse (z. B. der Amoklauf an der Columbine High School) auch bei der normalen Version einige Zeilen zensiert worden:
- „I take seven [kids] from [Columbine], stand ’em all in line“ (I’m Back)
- „Which is it bitch, Mrs. Briggs or Ms. Mathers? It doesn’t matter [your attorney Fred Gibson’s a] faggot!“ (Marshall Mathers)
- „There’s a [four] year old little [boy] layin’ dead with a slit throat in your living room“ (Kim)

## Produktion und Samples
Die Produktion übernahmen vorwiegend Dr. Dre, der als ausführender Produzent zusammen mit Mel-Man die Beats zu Kill You, Who Knew, The Real Slim Shady, Remember Me?, I’m Back und Bitch Please II beisteuerte. Ein weiteres Produzenten-Team bildeten die Bass Brothers und Eminem selbst, welche die Songs Marshall Mathers, Drug Ballad, Amityville, Under the Influence und Criminal, sowie den Bonus-Track The Kids gemeinsam produzierten. Außerdem produzierte The 45 King in Zusammenarbeit mit Eminem (Co-Produzent) den Hit Stan. The Way I Am wurde von Eminem allein produziert, ein von Danny Lohner produzierter Remix des Liedes ist auf der Limited Edition enthalten.
Insgesamt enthalten fünf Titel des Albums Samples von Songs anderer Künstler. So wird im Track Kill You der Titel Pulsion von Jacques Loussier gesampelt. Der Refrain des Liedes Stan enthält Elemente von Thank You von Dido. Amityville sampelt The Sorcerer of Isis von Power Of Zeus, Kim enthält ein Drum-Sample des Liedes When the Levee Breaks von Led Zeppelin und bei Under the Influence sind Elemente von Give in to Me von Michael Jackson zu hören.

## Covergestaltung
Die Standard-Version der Marshall Mathers LP erschien mit zwei unterschiedlichen Illustrationen, die beide in Schwarz-Weiß gehalten sind. Bei der ersten Version sitzt Eminem auf der Veranda vor einem Holzhaus, in dem er einen Teil seiner Kindheit verbrachte. Im linken Vordergrund befindet sich ein Nadelbaum. Die Schriftzüge Eminem und The Marshall Mathers LP befinden sich am rechten oberen Bildrand. Das alternative Cover zeigt Eminem zusammengekauert vor einem Gebäude sitzend, an welches er angekettet ist. Die Schriftzüge Eminem und The Marshall Mathers LP stehen diesmal in der Bildmitte.
Die Illustration der Limited-Edition zeigt Eminem beim Schreiben von Texten, wobei er ein weißes Unterhemd trägt. Eminem guckt den Betrachter an und legt dabei eine Hand, in der er einen Stift hält, an seine Stirn. Die Schriftzüge Eminem und The Marshall Mathers LP stehen diesmal im unteren Teil. Die Limited Edition wurde in einem Pappschuber verkauft.

## Gastbeiträge
Sechs Songs des Albums enthalten Gastbeiträge. Der wohl bekannteste Auftritt stammt von der britischen Sängerin Dido, Eminem sampelte ihren Song Thank You im Refrain des Hits Stan. Erst nach dessen Veröffentlichung gelang auch der Sängerin der internationale Durchbruch. In Remember Me? sind die beiden Rapper RBX und Sticky Fingaz zu hören. Die R&B-Sängerin Dina Rae hat wie schon bei Eminems Slim Shady LP einen Gastpart auf Titel 13 (Drug Ballad). D12-Mitglied Bizarre tritt in Amityville in Erscheinung, während die ganze Rapcrew bei Under the Influence erstmals auf einem Eminem-Album vertreten ist. Außerdem enthält der Song Bitch Please II Gastbeiträge von Eminems Mentor und Produzent Dr. Dre (der auch bei einem Dialog in Criminal zu hören ist), sowie der Rapper Snoop Dogg, Xzibit und Nate Dogg.
Des Weiteren spielen in verschiedenen Skits Eminems Produzent Jeff Bass, sein Manager Paul Rosenberg und Steve Berman mit. Auf einem Remix von The Way I Am auf der Limited Edition ist der Rockmusiker Marilyn Manson als weiteres Feature vertreten.

## Titelliste
| #  | Titel                            | Gastbeiträge                              | Produzent                   | Länge |
| -- | -------------------------------- | ----------------------------------------- | --------------------------- | ----- |
| 1  | Public Service Announcement 2000 | Jeff Bass                                 |                             | 0:25  |
| 2  | Kill You                         |                                           | Dr. Dre und Mel-Man         | 4:24  |
| 3  | Stan                             | Dido                                      | The 45 King und Eminem (Co) | 6:44  |
| 4  | Paul (Skit)                      | Paul Rosenberg                            |                             | 0:11  |
| 5  | Who Knew                         |                                           | Dr. Dre und Mel-Man         | 3:48  |
| 6  | Steve Berman (Skit)              | Steve Berman                              |                             | 0:54  |
| 7  | The Way I Am                     |                                           | Eminem                      | 4:50  |
| 8  | The Real Slim Shady              |                                           | Dr. Dre und Mel-Man         | 4:45  |
| 9  | Remember Me?                     | RBX und Sticky Fingaz                     | Dr. Dre und Mel-Man         | 3:39  |
| 10 | I’m Back                         |                                           | Dr. Dre und Mel-Man         | 5:10  |
| 11 | Marshall Mathers                 |                                           | Bass Brothers und Eminem    | 5:21  |
| 12 | Ken Kaniff (Skit)                |                                           |                             | 1:02  |
| 13 | Drug Ballad                      | Dina Rae                                  | Bass Brothers und Eminem    | 5:00  |
| 14 | Amityville                       | Bizarre                                   | Bass Brothers und Eminem    | 4:15  |
| 15 | Bitch Please II                  | Dr. Dre, Snoop Dogg, Xzibit und Nate Dogg | Dr. Dre und Mel-Man         | 4:48  |
| 16 | Kim                              |                                           | Bass Brothers               | 6:18  |
| 17 | Under the Influence              | D12                                       | Bass Brothers und Eminem    | 5:22  |
| 18 | Criminal                         | Dr. Dre                                   | Bass Brothers und Eminem    | 5:19  |

Bonus-CD der Limited Edition:
| # | Titel                | Anmerkung                | Produzent                   | Länge |
| - | -------------------- | ------------------------ | --------------------------- | ----- |
| 1 | The Real Slim Shady  | Instrumental             | Dr. Dre und Mel-Man         | 4:46  |
| 2 | The Way I Am         | Instrumental             | Eminem                      | 4:52  |
| 3 | Stan                 | Instrumental             | The 45 King und Eminem (Co) | 6:45  |
| 4 | The Kids             |                          | Bass Brothers und Eminem    | 5:06  |
| 5 | The Way I Am (Remix) | featuring Marilyn Manson | Danny Lohner                | 4:58  |
| 6 | The Real Slim Shady  | Video                    | Dr. Dre und Mel-Man         | 4:27  |
| 7 | The Way I Am         | Video                    | Eminem                      | 5:00  |
| 8 | Stan                 | Video                    | The 45 King und Eminem (Co) | 8:08  |

## Einzelne Lieder
Stan
In Stan erzählt Eminem die Geschichte von einem Fan, der ihm schreibt, aber keine Antwort erhält und schließlich einen erweiterten Suizid begeht.
The Way I Am
Dieses Lied ist ein Rundumschlag Eminems an alle seine Kritiker (auch die aus seinem eigenen Label) und gegen aufdringliche Fans.
The Real Slim Shady
Der Song ist eine typische erste Single Eminems, in der viele Prominente verspottet werden.

## Kritiken
Die Kritiken zu The Marshall Mathers LP fielen überwiegend positiv aus. Die Seite Metacritic errechnete aus 21 Kritiken englischsprachiger Medien einen Schnitt von 78 %.
- Bei laut.de erhielt das Album ursprünglich drei von möglichen fünf Punkten. Man bescheinigt Eminem raptechnisch hohe Fertigkeiten, kritisiert aber fehlende Abwechslung:

„‚Kill You‘, der Beginner besticht durch eine Bassline, die immer wieder kurz pausiert. Solange Eminem dazu rappt ist das nicht weiter tragisch, doch vor dem Refrain ist es für 1-2 Sekunden vollkommen still und der Hörer wartet sehnsüchtig auf den Bass. […] [Stan ist] für mich ein chartstaugliches Lied. Genauso ‚Who Knew‘, der darauf folgende Song. Hier ist Dr. Dre als Produzent unüberhörbar, 1a Westcoast Loops. […] Es ist kein Album, das man von vorn bis hinten durchhören mag, dafür ähneln sich die Beats und Refrains zu sehr. Bei aller Perfektion macht sich bald melodische Einfalt nachteilig bemerkbar. Und dass Eminem eigentlich Slim Shady ist, weiß nun auch schon jeder.“

- Im Jahr 2016 wurde das Album bei laut.de in der Kolumne Meilensteine rückblickend mit fünf von fünf möglichen Punkten bewertet.

„"The Marshall Mathers LP" fährt zu den kunstvoll vertrackten Reimschemata und dem Silbenschnellfeuer auch noch berührende, versponnene, brutale, gruselige, urkomische, haarsträubende Storys auf, die verraten, dass ihr Urheber mindestens so kaputt sein muss, wie er begnadet ist: eine saulustige, scheißtraurige, eine große Platte. […] Den Rest besorgen die reduzierten Beats, zur Hälfte von Dr. Dre und Mel-Man, zur anderen von Eminem und den Bass Brothers, die einem der technisch besten Rapper der Welt allen Raum derselben zur Entfaltung lassen.“

- Die Internetseite rap4fame.de gab der Platte im Jahr 2010 fünf von fünf Kronen. The Marshall Mathers LP wird als rundum gelungen beschrieben und als Klassiker bezeichnet:

„Mit diesem Album hat Eminem einen Meilenstein der Rapgeschichte geschaffen und der Welt unmissverständlich klargemacht, dass er der unangefochtene Rap-Superstar des neuen Jahrtausends ist. Eminem sprüht auf der Platte vor Energie, Sarkasmus und Gewalt. Die Platte beinhaltet aber auch tiefgründige Tracks, ist teilweise sehr persönlich und somit ein sehr ausgewogenes Werk mit erfrischend viel Facettenreichtum.“

## Kommerzieller Erfolg

### Chartplatzierungen und Singles
The Marshall Mathers LP stieg in der 23. Kalenderwoche des Jahres 2000 auf Platz 3 in die deutschen Charts ein. In der folgenden Woche fiel das Album auf Rang 7, kehrte danach aber nochmal für zwei Wochen auf Platz 3 zurück, bevor es auf Position 6 fiel. Insgesamt hielt sich das Album 86 Wochen in den Top 100, davon 24 Wochen in den Top 10. Die Spitzenposition erreichte The Marshall Mathers LP in den Ländern Österreich, USA, Großbritannien, Kanada, Finnland, Dänemark, Irland, Australien und Neuseeland. In der Schweiz, Frankreich, den Niederlanden und Schweden landete es auf Rang 2. Am längsten hielt sich das Album mit 173 Wochen in den US-Charts, die allerdings 200 Plätze umfassen.
| ChartsChartplatzierungen       | Höchstplatzierung | Wochen |
| ------------------------------ | ----------------- | ------ |
| Deutschland (GfK)              | 3 (86 Wo.)        | 86     |
| Österreich (Ö3)                | 1 (57 Wo.)        | 57     |
| Schweiz (IFPI)                 | 2 (74 Wo.)        | 74     |
| Vereinigte Staaten (Billboard) | 1 (173 Wo.)       | 173    |
| Vereinigtes Königreich (OCC)   | 1 (95 Wo.)        | 95     |

| ChartsJahrescharts (2000)      | Platzierung |
| ------------------------------ | ----------- |
| Deutschland (GfK)              | 12          |
| Österreich (Ö3)                | 12          |
| Schweiz (IFPI)                 | 12          |
| Vereinigte Staaten (Billboard) | 3           |
| Vereinigtes Königreich (OCC)   | 3           |

| ChartsJahrescharts (2001)      | Platzierung |
| ------------------------------ | ----------- |
| Deutschland (GfK)              | 24          |
| Österreich (Ö3)                | 7           |
| Schweiz (IFPI)                 | 17          |
| Vereinigte Staaten (Billboard) | 72          |
| Vereinigtes Königreich (OCC)   | 40          |

Als erste von vier Singles wurde eine Woche vor der Veröffentlichung des Albums das Lied The Real Slim Shady ausgekoppelt. Der Song stieg auf Platz 9 in die deutschen Charts ein und steigerte sich in den folgenden Wochen auf die Plätze 8 und 7. Insgesamt hielt sich die Single 19 Wochen in den Top 100 und erhielt für mehr als 900.000 verkaufte Einheiten in Deutschland 2024 eine dreifache Goldene Schallplatte. Während die zweite Single The Way I Am (DE #19, 13 Wo.) nicht ganz so erfolgreich war, wurde die dritte Auskopplung Stan Eminems erster Nummer-eins-Hit in Deutschland, hielt sich 19 Wochen in den Top 100 und erreichte für mehr als 750.000 Verkäufe dreifachen Goldstatus. Als letzte Single wurde Bitch Please II zu Promotionszwecken in den Vereinigten Staaten veröffentlicht.

### Auszeichnungen für Musikverkäufe
The Marshall Mathers LP ist mit etwa 34 Millionen verkauften Exemplaren weltweit eines der erfolgreichsten Album Eminems und gehört generell zu den weltweit meistverkauften Musikalben. Mit 1,79 Mio. verkauften Einheiten in der ersten Woche ist es bis heute das schnellstverkaufte Rap-Album in den Vereinigten Staaten. Das Album wurde in Deutschland für mehr als 900.000 Verkäufe dreifach mit Platin ausgezeichnet. In den USA wurde The Marshall Mathers LP bis 2011 über zehn Millionen Mal verkauft und mit einer Diamantenen Schallplatte ausgezeichnet. 2022 erhielt es dort elffach Platin für mehr als elf Millionen Verkäufe.
Bei den Grammy Awards 2001 erhielt Eminem den Preis für das beste Album des Jahres in der Kategorie Rap und für die beste Solodarbietung in der Kategorie Rap für den Song The Real Slim Shady. Zudem war es in der Hauptkategorie Album des Jahres nominiert. Das Musikmagazin Rolling Stone wählte The Marshall Mathers LP im Jahr 2012 als bestes Eminem-Album auf Platz 244 seiner Liste der 500 besten Alben aller Zeiten und Ende 2009 auf Platz 7 der besten Alben des 21. Jahrhunderts. Außerdem wurde es vom Time Magazine 2006 als eines der 100 wichtigsten Alben der Geschichte bezeichnet. In den Jahrzehnt-Charts der erfolgreichsten Alben der 2000er in den Vereinigten Staaten Rang sieben.
| Land/Region                  | Auszeichnungen für Musikverkäufe (Land/Region, Auszeichnung, Verkäufe) | Verkäufe    |
| ---------------------------- | ---------------------------------------------------------------------- | ----------- |
| Argentinien (CAPIF)          | Platin                                                                 | 60.000      |
| Australien (ARIA)            | 7× Platin                                                              | 490.000     |
| Belgien (BRMA)               | 3× Platin                                                              | (150.000)   |
| Brasilien (PMB)              | Gold                                                                   | 100.000     |
| Chile (IFPI)                 | Gold                                                                   | 15.000      |
| Dänemark (IFPI)              | 6× Platin                                                              | (120.000)   |
| Deutschland (BVMI)           | 3× Platin                                                              | (900.000)   |
| Europa (IFPI)                | 6× Platin                                                              | 6.000.000   |
| Finnland (IFPI)              | Platin                                                                 | (40.055)    |
| Frankreich (SNEP)            | 2× Platin                                                              | (600.000)   |
| Griechenland (IFPI)          | Gold                                                                   | (15.000)    |
| Hongkong (IFPI/HKRIA)        | 2× Platin                                                              | 40.000      |
| Indonesien (ASIRI)           | Platin                                                                 | 50.000      |
| Israel (IFPI)                | Gold                                                                   | 20.000      |
| Irland (IRMA)                | 13× Platin                                                             | (195.000)   |
| Italien (FIMI)               | Platin (2000) · + Platin (2022)                                        | (150.000)   |
| Japan (RIAJ)                 | Platin                                                                 | 250.000     |
| Kanada (MC)                  | 8× Platin                                                              | 800.000     |
| Kolumbien (ASINCOL)          | Gold                                                                   | 20.000      |
| Malaysia (RIM)               | 2× Platin                                                              | 50.000      |
| Mexiko (AMPROFON)            | Platin                                                                 | 150.000     |
| Neuseeland (RMNZ)            | 6× Platin                                                              | 90.000      |
| Niederlande (NVPI)           | 2× Platin                                                              | (160.000)   |
| Norwegen (IFPI)              | 2× Platin                                                              | (100.000)   |
| Österreich (IFPI)            | Platin                                                                 | (50.000)    |
| Philippinen (PARI)           | 2× Platin                                                              | 80.000      |
| Polen (ZPAV)                 | Platin                                                                 | (100.000)   |
| Portugal (AFP)               | 2× Platin                                                              | (80.000)    |
| Schweden (IFPI)              | 2× Platin                                                              | (160.000)   |
| Schweiz (IFPI)               | 4× Platin                                                              | (200.000)   |
| Singapur (RIAS)              | Platin                                                                 | 15.000      |
| Spanien (Promusicae)         | Platin                                                                 | (100.000)   |
| Südafrika (RISA)             | Platin                                                                 | 50.000      |
| Südkorea (KMCA)              | 2× Platin                                                              | 30.000      |
| Taiwan (RIT)                 | Gold                                                                   | 25.000      |
| Tschechien (IFPI)            | Platin                                                                 | (50.000)    |
| Thailand (TECA)              | Platin                                                                 | 50.000      |
| Ungarn (MAHASZ)              | Gold                                                                   | (25.000)    |
| Uruguay (CUD)                | Gold                                                                   | 3.000       |
| Venezuela (APFV)             | Platin                                                                 | 20.000      |
| Vereinigte Staaten (RIAA)    | 11× Platin                                                             | 11.000.000  |
| Vereinigtes Königreich (BPI) | 9× Platin                                                              | (2.700.000) |
| Insgesamt                    | 8× Gold · 99× Platin · 1× Diamant ·                                    | 19.488.000  |

Hauptartikel: Eminem/Auszeichnungen für Musikverkäufe